# Werner Zahn
Werner Zahn (Wiesloch, 15 novembre 1890 – Wolfenbüttel, 1º gennaio 1971) è stato un bobbista tedesco.

## Biografia
Partecipò alla prima guerra mondiale. Viene ricordato come vincitore di una medaglia d'oro nel bob a quattro, vittoria ottenuta ai campionati mondiali del 1931 (edizione tenutasi a Sankt Moritz, Svizzera) insieme ai suoi connazionali Emil Hinterfeld, Franz Bock e Robert Schmidt.
Il loro tempo fu migliore rispetto a quello della nazionale svizzera (medaglia d'argento) e quella britannica (medaglia di bronzo).